# Mecistognatha rufifusa
Mecistognatha rufifusa là một loài bướm đêm trong họ Noctuidae.